# Москалі (Томський район)
Москалі́ (рос. Москали) — присілок у складі Томського району Томської області, Росія. Входить до складу Малиновського сільського поселення.
Стара назва — Маскалі.

## Населення
Населення — 38 осіб (2010; 36 у 2002).
Національний склад (станом на 2002 рік):
- росіяни — 94 %